# Corbeyrier
Corbeyrier é uma comuna no cantão de Vaud, na Suíça, localizada no distrito de Aigle.

## História
As primeiras menções da localidade são de Curbiriaco em 1261, Curbirie finais do século XIII  e Corberier em 1577 no mapa da República de Berna para finalmente se tornar Corbeyrier. A região aparece na história por volta de 515, quando a Abadia Real de St-Maurice foi fundada . Na Idade Média, fazia parte do Ducado de Sabóia . Em 1475, Berna apropria-se das propriedades da Sabóia na margem direita do Ródano, que formava o governo de Aigle.
A vila está no centro de uma lenda desse período chamada "Trou des Bourguignons", que estaria ligada à derrota de Charles Le Téméraire em 1476 durante a Batalha de Murten e ao desastre de seus mercenários que atravessaram o país saqueando-o. Os ancestrais teriam massacrado alguns deles, e então enterrado em Praille, em um grande buraco chamado 'Creux des Bourguignons'. A 4 de março de 1584, um deslizamento de terra trágico muda a paisagem da região, do topo de Luan até à localidade de Yvorne . No início de março, ocorreu um grande terramoto que foi sentido até Genebra, nos dias seguintes vários tremores foram observados para culminar num gigantesco deslizamento de terra que enterrou  Corbeyrier e parte da vila de Yvorne, que era a residência secundária do governador. A sua casa foi reconstruída em 1611 por Antoine d'Erlach e Agathe de Diesbach e é chamada La Maison Blanche. A revolução de Vaud de 1798 concedeu-lhe independência e o advento do novo cantão, que entrou na confederação em 1803. As paróquias foram então reorganizadas.